# Jaroslav Tejral
Jaroslav Tejral (Valtice, 1933. augusztus 28. – 2024. január 9.) római és népvándorláskorral foglalkozó cseh régész.

## Pályafutása
Egyetemi tanulmányait 1954-1959 között végezte Brünnben. 1959-től a Cseh Akadémia Brünni Régészeti Intézetének munkatársa. 1981-től részlegvezető. 1972-ben kandidátusi, 1985 doktori címet szerzett. 1990-1998 között a brünni intézet vezetője volt. 2001-ben docenssé nevezték ki.
Főként a markomann háborúk és a római kor és népvándorláskor közép-duna-medencei kutatásában kiemelkedő a szerepe. Számos dél-morvaországi germán település feltárásában vett rész (Ladná, Lanžhot, Prosiměřice), melyek közül a legjelentősebb Mušov-Burgstall erődítés és környékének kutatása.
Több kiállítás szervezésében is részt vett (1987 Germanen, Hunnen und Awaren, Nürnberg; 1988 Die Langobarden, Hamburg; 1989 I Longobardi, Udine; 1991 Rome en face les barbares, Abbay de Daoulas; 2000-2001 L´or des Princes barbares, Párizs; 2003 Římané a Germáni – nepřátelé, rivalové, sousedé, Brno; 2007 Attila und die Hunnen, Speyer; 2007-2008 Rom und die Barbaren, Velence-Bonn, 2008 Die Langobarden, Bonn).

## Főbb művei
- 1973 Mähren in 5. Jahrhundert. Praha
- 1974 Völkerwanderungszeitliches Gräberfeld bei Vyškov (Mähren)
- 1974 Die Probleme der späten römischen Kaiserzeit in Mähren. Praha
- 1976 Grundzüge der Völkerwanderungszeit in Mähren
- 1982 Morava na sklonku antiky. Praha
- 1986 Tabula Imperii Romani. Castra Regina, Vindobona, Carnuntum (et al.). Praha
- 1987 Germanen, Hunnen und Awaren (et al.). Nürnnberg
- 1988 Die Langobarden (et al.). Neumünster
- 1995 Kelten, Germanen, Römer. Brno/Nitra (társszerk. Karol Pieta és Ján Rajtár)
- 1999 Das Mitteleuropäische Barbaricum und die Krise des Römischen Weitreiches im 3 Jahrhundert. Brno (szerk.)
- 2002 Das germanische Königsgrab von Mušov in Mähren 1-3. Mainz (tsz. J. Peška)

## Külső hivatkozások
- Masaryk University
- Archeologický Ústav AV ČR Brno[halott link]